# BFW M.35
BFW M.35
- 用途：スポーツ機
- 設計者：ウィリー・メッサーシュミット
- 製造者：バイエルン航空機製造
- 初飛行：1933年
- 生産数：15機
- 運用開始：1934年

BFW M.35（メッサーシュミット M.35とも呼ばれる）は、1930年代初期のドイツのスポーツ機である。本機はウィリー・メッサーシュミットにより設計された最後のシリーズであった。

## 開発
1927年から1933年にかけてメッサーシュミットは、単座機のM.17とM.19、複座機のM.23とM.27とM.31、最後にM.35といった一連の6機のスポーツ機を設計したが、M.23以外は量産されなかった。これらの機体は全て開放式コックピットと固定式降着装置を備えた単発、片持ち式低翼単葉機であった。M.35は延長されたM.27の胴体とスパッツで覆われた1本脚柱の主脚を組み合わせた機体であった。
M35aに出力112 kW (150 hp)の7気筒星形エンジンのジーメンス Sh 14aとM.35bに出力100 kW (135 hp)の倒立直列4気筒のアルグス As 8bという2種類のエンジンが使用された。前者の方が全長が短く、より高速であった。この機体は1933年に初飛行を行った。

## 運用の歴史
この機種はジュネーブで開催された1934年の航空ショー（Aerosalon）で初めて一般客と潜在顧客に披露され、同年にルドルフ・ヘスがM.35で「ツグスピッツ」杯（Zugspitz trophy）に優勝した。ヴィルヘルム・シュテーアはM.35b で1934-1935年のドイツ曲芸飛行競技会（the German Aerobatic Championship）に優勝し、ヴェラ・フォン・ビッシング（Vera von Bissing）が類似の機種で1935年に女性賞を獲得した。
これらの成功と1930年代終わりに開催されたその他の競技会で見せた優秀な性能にもかかわらずM.35は僅か15機しか製造されず、そのうち13機がドイツで、1機がスペインで登録され、残る1機はルーマニアで登録されたらしい。M.35aの方が高速であったがM.35bが大多数で、明確に確認できるM.35aは僅か2機だけである。

## 運用
スペイン
- スペイン空軍

## 要目 （M.35a）
出典: Smith 1971, p. 34
諸元
- 乗員: 2
- 全長: 7.48 m （24 ft 6 in）
- 全高: 2.75 m （9 ft）
- 翼幅: 11.57 m（37 ft 11⅓in）
- 翼面積: [4] 17.0 m2 （183 ft2）
- 空虚重量: 500 kg （1,102 lb）
- 運用時重量: 800 kg （1,764 lb）
- 動力: ジーメンス Sh 14a 空冷 7気筒星形エンジン、110 kW （150 hp）   × 1

性能
- 最大速度: 230 km/h  143 mph
- 巡航速度: [4] 195 km/h  122 mph
- 航続距離: 700 km  435 miles
- 実用上昇限度: [4] 5,800 m （19,000 ft）
- 上昇率: [4] 1,000 mまで 5.1 m/s （994 ft/min）